# Eddie Jones (allenatore di rugby)
Eddie M. Jones (Burnie, 30 gennaio 1960) è un ex rugbista a 15, allenatore di rugby a 15 e dirigente sportivo australiano, già tecnico del primo titolo dei Brumbies in Super Rugby e allenatore degli Wallabies alla Coppa del Mondo 2003, nonché assistente tecnico del Sudafrica campione del mondo 2007.
Dal 2015 al 2022 ha ricoperto il ruolo di C.T. della nazionale dell'Inghilterra, condotta fino alla finale della Coppa del Mondo 2019 e dal gennaio 2023 è di nuovo il C.T. della nazionale australiana maschile, nonché supervisore tecnico di quella femminile.
Dopo Warren Gatland, è il secondo allenatore a vantare il maggior numero di partecipazioni alla Coppa del Mondo di rugby. Ha preso parte a quattro edizioni: nel 2003 con l'Australia, 2015 con il Giappone, 2019 con l'Inghilterra e 2023 nuovamente con l'Australia.

## Biografia
Nato in Tasmania da padre australiano e madre giapponese, crebbe e studiò a Matraville (Nuovo Galles del Sud), nella cui scuola superiore iniziò a giocare a rugby.
Dopo una breve carriera da giocatore (militò nel Randwick e, a livello di campionato provinciale, rappresentò 12 volte il Nuovo Galles del Sud 12 volte tra il 1987 e il 1989 nel ruolo di tallonatore prima di smettere per dedicarsi alla professione di insegnante e, successivamente, di preside), si dedicò all'attività tecnica.
Il primo incarico da allenatore fu nella sua squadra d'origine, il Randwick, in cui guidò la squadra riserve; nel 1996 la federazione giapponese gli offrì la guida della propria nazionale; successivamente guidò una squadra di quel Paese in Top League, i Sungoliath, e nel 1998 tornò in Australia, per assumere la conduzione tecnica dei Brumbies.
Con la franchise di Canberra in Super 12 Jones giunse decimo al primo anno, ma nel 1999 mancò di poco la final four, giungendo quinto.
Nel 2000 giunse finalmente la finale, anche se persa seppur di un solo punto (19-20) contro i neozelandesi Crusaders; l'anno seguente, infine, giunse il titolo, conquistato in finale sui sudafricani Sharks, che pose termine alla - fino ad allora - ininterrotta egemonia neozelandese sul Super Rugby.
Nel 2001 fu chiamato dalla federazione a guidare l'Australia A e, l'anno successivo, prese il posto lasciato libero da Rod Macqueen sulla panchina degli Wallabies; prese in mano la Nazionale che si stava avviando alla Coppa del Mondo di rugby 2003 da disputarsi in casa, e il primo appuntamento da affrontare, il Tri Nations 2002, vide l'Australia terminare al secondo posto; stesso risultato l'anno successivo, ma con soli 4 punti contro i 20 della Nuova Zelanda.
Alla Coppa del Mondo di rugby 2003 gli Wallabies giunsero fino alla finale di Sydney (eliminando in semifinale i grandi avversari oceanici della Nuova Zelanda), nella quale furono tuttavia sconfitti (17-20) negli ultimi secondi di gioco dall'Inghilterra grazie a un drop del loro mediano d'apertura Jonny Wilkinson; nel biennio successivo l'Australia, la cui federazione nel frattempo aveva prolungato fino al 2007 il contratto a Jones, arrivò a un punto dal vincere il Tri Nations 2004 (che tutte le squadre chiusero con due vittorie e due sconfitte a testa, ma che fu deciso dai bonus), ma incappò in un 2005 che la vide eguagliare la peggior serie di sconfitte della sua storia, già realizzata nel 1969: sette, di cui tre contro il Sudafrica e due contro la Nuova Zelanda nel Tri Nations, una contro la Francia a Marsiglia e, soprattutto, quella contro l'Inghilterra a Twickenham (16-26), al termine di un incontro in cui la prima linea inglese dominò gli avversari e l'Australia pagò la sua indisciplina con le espulsioni temporanee di Gregan e Baxter.
Alla fine del tour europeo, dopo una sconfitta anche contro il Galles (ottava in nove incontri), Jones fu esonerato.
Nella stagione successiva fu in Inghilterra al Saracens come consulente tecnico, poi tornò nel 2007 in Australia per guidare i Reds, che tuttavia chiusero il Super 14 all'ultimo posto; ad agosto fu nominato assistente tecnico e consulente dei tre quarti della nazionale del Sudafrica che si stava preparando alla Coppa del Mondo di rugby 2007, che gli Springbok conquistarono vincendo tutti e sette gli incontri.
Dopo il torneo mondiale Jones fece ritorno ai Saracens come consulente e, dall'estate 2008, anche come allenatore, ma nel marzo 2009 si dimise dall'incarico con effetto immediato, apparentemente per contrasti con la proprietà del club, anticipando così la fine del contratto comunque in scadenza a fine stagione, in quanto Jones aveva accettato da quella successiva l'incarico di direttore generale e tecnico del Suntory Sungoliath, il club giapponese del quale era stato allenatore già nel 1997; a dicembre 2011 Jones ricevette per la seconda volta l'incarico di commissario tecnico della Nazionale giapponese. Sotto la sua guida i Brave Blossoms disputarono il loro migliore Mondiale ovale nel 2015, con tre vittorie tra cui quella storica contro il Sudafrica.

### Allenatore della nazionale inglese
Dopo la Coppa del Mondo firmò un contratto con i sudafricani Stormers ma di fatto non li allenò neppure un giorno perché a metà novembre 2015 fu contattato dalla federazione inglese che gli offrì il posto da C.T. della propria nazionale maggiore, divenendo così il primo non inglese a ricoprire tale incarico.
Alla guida della nazionale inglese, eliminata nella fase a gironi dalla Coppa del Mondo 2015 che ospitava come squadra del Paese organizzatore, Jones vinse subito il Sei Nazioni 2016 con il Grande Slam e concesse il bis anche l'anno successivo, stabilendo anche il record di 18 vittorie consecutive.
Alla Coppa del Mondo 2019 Jones passò da primatista la fase a gironi ed eliminò nei quarti di finale l'Australia e in semifinale la Nuova Zelanda bicampione del mondo in carica, infliggendole la prima sconfitta in Coppa dal 2007, ma perse in finale contro il Sudafrica.
Nel 2020 guidò l'Inghilterra alla vittoria nel terzo Sei Nazioni del suo mandato.
Facendo tuttavia seguito a un 2022 con solo 5 vittorie su 12 incontri – inclusa una serie autunnale caratterizzata da sconfitte interne contro Argentina e Sudafrica, inframmezzate da un pareggio 25-25 contro gli All Blacks che non evitò polemiche alla squadra, criticata per avere deliberatamente fatto finire l'incontro con la palla in mano propria preferendo accontentarsi del risultato invece di rischiare la vittoria – la RFU esonerò Jones dall'incarico, nonostante si fosse imposto come il C.T. della nazionale inglese con il miglior rapporto partite vinte/giocate, quasi il 73% (59 vittorie, 2 pareggi e 20 sconfitte).

## Palmarès

### Allenatore
- Super Rugby: 1
Brumbies: 2001
- Campionati asiatici : 4
Giappone: 2012, 2013, 2014, 2015